# BIP 40
Pour les articles homonymes, voir Baromètre (homonymie), BIP et 40 (nombre).
Le BIP 40 ou baromètre des inégalités et de la pauvreté est un indicateur synthétique des inégalités et de la pauvreté utilisé en France de 2002 à 2004  par une équipe de militants syndicalistes, économistes, et statisticiens regroupés à l'origine dans le collectif Réseau d’alerte sur les inégalités (parmi lesquels Pierre Concialdi). Le BIP 40 a été créé à la suite d'une polémique sur l'utilisation du taux de pauvreté relative comme indicateur de mesure de la pauvreté et des inégalités. Bien que jugé non pertinent par les institutions pourvoyeuses de statistiques, il a malgré tout mené à une prise en compte de critères de pauvreté non monétaires par l'Insee.

## Histoire
L'idée du BIP 40 est née en 1999. Le sigle signifiant « Baromètre des inégalités et de la pauvreté » fait référence au CAC 40, d'un côté, et au PIB, mais écrit à l'envers, de l'autre côté.
Selon l'un de ses créateurs, « à cette époque, en même temps que la croissance semblait repartir, les associations signalaient, sur le terrain, la recrudescence des inégalités et des tensions sociales. Le décalage entre cette réalité de terrain et les (rares) indicateurs officiels disponibles a conduit le RAI à réfléchir à la construction d'un indicateur qui pourrait mieux décrire ces tendances ».
Le BIP 40 est un baromètre initialement construit sur 58 séries statistiques, porté à 61 ensuite, concernant six dimensions des inégalités et de la pauvreté : travail, revenus, logement, éducation, santé et justice. Les premiers résultats de ce travail ont été publiés sous la forme d'un dossier de 10 pages dans le numéro d'avril 2002 du mensuel Alternatives économiques.
L’indicateur n’a pas été tenu à jour et sa dernière valeur remonte à 2004.

## Objectif et méthode
L'objectif de cet indicateur est de mieux appréhender l'évolution des inégalités et de la pauvreté notamment en prenant en compte d'autres dimensions que la composante strictement monétaire.
La principale mesure de seuils de pauvreté utilisée dans l’Union européenne, en France, et dans la majorité des pays développés, est une mesure de pauvreté relative : les seuils de pauvreté sont définis comme étant égaux à 50 % ou 60 % du revenu médian de la population (50 % de la population gagnant plus que ce revenu, et 50 % moins). Ce sont les valeurs mesurés par l’INSEE, qui publie en parallèle de nombreux travaux portant sur les inégalités et des indicateurs non directement monétaires[source insuffisante].
Le BIP 40 agrège, avec un choix de pondérations subjectif, différents indicateurs, pour obtenir un indice global, ce que l’INSEE s’est toujours refusé à faire, pour des raisons de vérifiabilité et de rigueur statistique (« une agrégation des séries pas toujours très convaincante »). L’INSEE prône d'analyser chaque série d'indicateurs par domaine et de bien les maîtriser[source insuffisante].
En plus du pourcentage d’individus situés sous le seuil de pauvreté, cinq autres dimensions sont ajoutés par les membres du collectif BIP 40, qui sont censés refléter la pauvreté non monétaire : l'emploi et le travail, la santé, l'éducation, le logement, et la justice. Chaque dimension est évaluée par plusieurs indicateurs, ce qui fait que 58 indicateurs (puis 61) sont utilisés dans la formule du BIP 40.
La construction de l'indicateur se fait en deux étapes. La première consiste à normaliser sur l'intervalle 0-10 chaque série de base. La valeur la plus basse observée sur la période prend la valeur 0, et la valeur 10 est accordée à la valeur la plus haute de la série de base. Une valeur élevée de l'indice signifiera que les inégalités, ou la pauvreté, sont plus élevés en moyenne qu’au cours de la période d’étalonnage.
La seconde étape consiste à agréger les indices normalisés en accordant une pondération différente entre les six dimensions. Le choix des pondérations est subjectif, comme dans toute construction d'indice synthétique (voir par exemple l'indicateur de développement humain). Le BIP 40 accorde une plus grande importance aux indices revenus et emploi qui ont un poids de un quart chacun, alors que les autres indices représentent chacun un huitième. Naturellement, une autre pondération aboutit à une autre appréhension de l'évolution des inégalités et de la pauvreté. À titre d'exemple, le recalcul de l'indice sans tenir compte de la dimension justice permet de conclure que les inégalités et la pauvreté ont légèrement reculé depuis 1990.

### Indices utilisées dans le BIP 40
Cette section ne s'appuie pas, ou pas assez, sur des sources secondaires ou tertiaires indépendantes du sujet.

Pour l'améliorer, ajoutez-en, ou placez des modèles {{Source secondaire souhaitée}} ou {{Source secondaire nécessaire}} sur les passages mal sourcés. (février 2025)
L'indice emploi et travail est construit à l'aide de vingt-quatre indicateurs répartis en quatre groupes :
- un indice relatif aux conditions de travail mesuré par la part du travail le dimanche, part du travail de nuit, taux de fréquence des accidents du travail avec arrêt, durée moyenne des arrêts de travail pour accident, taux de fréquence des accidents mortels, nombre de maladies professionnelles reconnues, pénibilité, travail répétitif,
- un indice de chômage mesuré par le taux de chômage BIT, taux de chômage « complémentaire » au chômage officiel, ratio taux de chômage Homme/Femme, ratio taux de chômage <25 ans/25-49 ans, ratio taux de chômage cadres/employés, ratio taux de chômage cadres/ouvriers, part des chômeurs de longue-durée dans les chômeurs, part des chômeurs indemnisés,
- un indice de précarité mesuré par le taux de temps partiel, taux d’intérim, taux de contrat à durée déterminée (CDD), part des femmes dans le temps partiel et taux de sous-emploi,
- un indice portant sur les relations professionnelles mesuré par le nombre de journées de grève rapportées à la population salariée occupée, la part des votes aux comités d'entreprises allant à des candidats non-syndiqués et la part des salariés protégés licenciés dans les salariés licenciés.

L'indice revenus est construit à l'aide de quinze indicateurs répartis en quatre groupes :
- un indice de salaires mesuré par l'écart inter-déciles, ratios de salaires hommes-femmes et ratio 26-30 ans par rapport aux 41-50 ans, part des salaires dans l’ensemble des salariés, SMIC mensuel net par rapport au salaire moyen à temps complet,
- un indice de la consommation mesuré par l'indice de pouvoir d’achat, taux de surendettement des ménages, taux d’incidents de crédits,
- un indice des inégalités de revenus et de fiscalité mesuré par la part des revenus financiers dans le revenu disponible brut des ménages, part des salaires dans la valeur ajoutée, part des foyers soumis à l’impôt sur la fortune  dans les foyers déclarant l’impôt sur le revenu et part de l’impôt sur le revenu dans les recettes fiscales.
- et un indice de la pauvreté mesuré par le revenu garanti moyen (défini par la moyenne pondérée des minima sociaux existants) rapporté au revenu disponible moyen, nombre d’allocataires de minima sur le nombre de ménages, part de la population vivant des minima sociaux, part des prestations sociales dans le revenu disponible brut des ménages.

L'indice santé est construit à l'aide de cinq indicateurs: l’espérance de vie à la naissance, la différence d’espérance de vie entre cadres et ouvriers, la part des dépenses de santé dans le produit intérieur brut, la part des dépenses de santé prise en charge par les ménages et la disparité des densités médicales régionales.
L'indice éducation est construit à l'aide de cinq indicateurs : l’accès au baccalauréat, les sorties du système éducatif, les inégalités de niveau en français et en mathématiques, la proportion d’enfants de cadres par rapport aux enfants d’employés dans les CPGE.
L'indice logement est construit à l'aide de cinq indicateurs: le poids des dépenses de logement dans la consommation des ménages, l’indice du prix des loyers rapportés à l’indice des prix à la consommation, la part des mises en chantier aidées (PLA) dans les mises en chantier, la part du montant d’aides personnelles au logement dans la consommation de logement et le nombre de plaintes en justice des bailleurs pour impayés de loyers.
L'indice justice est construit à l'aide de quatre indicateurs : le taux d’incarcération, le taux de détention provisoire, la part des condamnés à des peines de plus de cinq ans et le taux de reconnaissance des demandes de statut de réfugiés.

### Statistiques pour la France
| Année  | 1983  | 1984  | 1985  | 1986  | 1987  | 1988  | 1989  | 1990  | 1991  | 1992  | 1993  |
| BIP 40 | 3,719 | 4,242 | 4,522 | 4,644 | 4,793 | 4,668 | 4,855 | 5,040 | 4,863 | 4,882 | 4,969 |

| Année  | 1994  | 1995  | 1996  | 1997  | 1998  | 1999  | 2000  | 2001  | 2002  | 2003  | 2004 |
| BIP 40 | 5,077 | 5,133 | 5,219 | 5,357 | 5,368 | 5,326 | 5,185 | 5,010 | 5,231 | 5,517 | 5,63 |

### Statistiques pour la France (hors dimension "justice")
| Année                           | 1990  | 2003  |
| BIP 40 hors dimension "justice" | 5,012 | 4,877 |

## Position du BIP 40 dans le débat sur les indicateurs en France en 2005
Lors du débat médiatique en 2005 sur la mesure de la pauvreté, le BIP 40 a été évoqué à de multiples reprises [réf. nécessaire] ; il a suscité des critiques au sein de l’INSEE et des encouragements, notamment de la part des acteurs syndicaux. Ainsi, dès l'assemblée plénière du Conseil national de l'information statistique (ou CNIS) du 11 février 2005, le BIP 40 était cité dans le compte rendu de ses débats. Le Directeur des statistiques démographiques et sociales de l'INSEE, Stephan Lollivier, y a ainsi énoncé des réserves : « Cet indicateur soulève d’ailleurs deux problèmes, l’un de nature conceptuelle (que mesure cet indicateur ?) et l’autre de nature pratique (une agrégation des séries pas toujours très convaincante). En outre, l’indicateur est borné, contrairement au PIB, les séries élémentaires étant elles-mêmes bornées. »
Concernant le BIP 40, le représentant de la DREES déclarait de son côté que « le côté "boîte noire" d'un tel indicateur global est en outre, [me semble-t-il] contradictoire avec l'objectif d'une communication claire et transparente sur les évolutions en cours en matière d’inégalités sociales. Il est en effet difficile d'appréhender immédiatement ce que reflète un tel chiffre ou indice agrégé, et quels sont les déterminants qui pèsent ainsi, une année donnée, sur l’évolution des inégalités et de la pauvreté (chômage, écarts de revenus initiaux, redistribution….) ». Selon Jacky Fayolle, le directeur de l'Institut de recherches économiques et sociales (IRES), qui est administré notamment par les syndicats de salariés, « la question n’est pas de savoir si les statisticiens de l’Insee sont meilleurs que ceux du BIP 40. L’INSEE a probablement quelques forts avantages comparatifs, mais il faut reconnaître à une initiative privée, comme celle du BIP 40, le mérite d’avoir proposé une mesure en temps réel de la dynamique des inégalités et d’avoir ainsi aiguillonné le système d’information public ». « À partir de l’ensemble des propositions existantes (indicateurs de Laeken promus par le comité de protection sociale de l’Union européenne, propositions du CERC en 2002 ou encore BIP 40, etc.), il serait souhaitable d’identifier un nombre précis d’indicateurs qui soient, pour la France, régulièrement publiés en temps réel, et qui permettent de partager, si possible, une vision équilibrée de la situation intrinsèque des personnes pauvres et de leur position dans la société. » 
Le débat ainsi impulsé par la construction et la diffusion du BIP 40 allait finalement aboutir à la décision du CNIS de mettre en place en 2006 un groupe de travail présidé par Jacques Freyssinet et destiné à proposer des moyens pour mieux prendre en compte les inégalités, et pas seulement la pauvreté, dans la statistique publique. Le rapport a préconisé de l'établissement d'un panorama d'indicateurs, à partir d'un système d'information national prenant en compte les aspects non monétaires de la pauvreté.

## Autres activités du collectif BIP 40
Le collectif à l'origine du BIP 40 mène une réflexion sur le développement des inégalités et de la pauvreté, ce qui l'a conduit à d'autres initiatives visant à les combattre. Il a participé notamment aux travaux du Conseil national de l'information statistique à plusieurs reprises : il a été un membre actif du groupe de travail dit « Niveaux de vie et inégalités sociales » mis en place en septembre 2006, présidé par le professeur Jacques Freyssinet et destiné à proposer de nouveaux moyens publics d'information sur les inégalités ; et depuis juin 2007, plusieurs de ses membres sont parties prenantes du groupe de travail portant sur « la définition d’indicateurs en matière d’emploi, de chômage, de sous-emploi et de précarité de l’emploi » et présidé par Jean-Baptiste de Foucauld.
Il diffuse d'autre part sur son site internet une information critique destinée à « nourrir le débat social autour des inégalités et de la pauvreté ».
Parmi les activités du collectif rassemblé de manière informelle autour des fondateurs du BIP 40, il faut citer aussi la diffusion depuis fin 2006 des « Autres chiffres du chômage » (plus connus sous le sigle ACDC[source insuffisante]). La présentation des notes ACDC tous les mois avant les chiffres de l'INSEE, avec une conférence de presse pour contester la présentation officielle et la politique du gouvernement sortant, a joué un rôle non négligeable dans l'animation du débat social avant les élections présidentielles françaises du début 2007. Elle a aussi joué un rôle dans la création du groupe de travail du CNIS sur la définition d’indicateurs en matière d’emploi, de chômage, de sous-emploi et de précarité de l’emploi.
Le collectif publie régulièrement sur son site des articles portant sur l'actualité des nouvelles formes de précarité : les chômages invisibles, les inconvénients du nouveau "bail à durée déterminée", le CPE et le CNE, etc. Le "comité de rédaction" du site du BIP 40 est animé notamment par un professeur d'économie, spécialiste des indicateurs économiques, Jean Gadrey, par ailleurs président de la commission "Commerces et services" du CNIS et membre du conseil scientifique d’Attac, de statisticiens économistes spécialistes du chômage, de la précarité et du travail tels Pierre Concialdi, Thomas Coutrot ou Michel Husson, de chercheurs du CNRS comme Catherine Lévy et Georges Menahem, sociologue qui travaille sur les indicateurs de sécurité, ou encore de militants associatifs actifs sur le logement comme Jean-Baptiste Eyraud.